# Deutsche Gesellschaft für Systemische Therapie, Beratung und Familientherapie
Die Deutsche Gesellschaft für Systemische Therapie, Beratung und Familientherapie (DGSF) ist ein berufsübergreifender Fachverband für Systemische Therapie, Beratung, Supervision, Mediation, Coaching und Organisationsentwicklung. Der Verband wurde beim Amtsgericht Köln eingetragen und ist als gemeinnützig anerkannt. Er vertritt derzeit rund 11.000 Mitglieder und ist damit der größte Verband für Systemische Therapie in Deutschland. Die DGSF verbindet – laut Eigendefinition – „Menschen und Institutionen, die systemisch arbeiten“. Sie verfolgt das Ziel, systemisches Denken und Arbeiten in allen Berufsfeldern zu fördern. Insbesondere tritt die DGSF – so wie auch ihre Vorgänger-Institutionen seit ihrer Gründung – für die Anerkennung der Systemischen Therapie als kassenfinanzierte Form der Psychotherapie in Deutschland ein. Die DGSF entstand im September 2000 aus dem Zusammenschluss folgender Verbände:
- Deutsche Arbeitsgemeinschaft für Familientherapie (DAF), gegründet 1978,
- Dachverband für Familientherapie und systemisches Arbeiten (DFS), gegründet 1987.

Die DGSF (zuvor die DAF) gibt die Zeitschrift Kontext heraus, ein Forum für wissenschaftliche Reflexion systemischer und familientherapeutischer Arbeit. Weiterhin publiziert die DGSF Faltblätter, Broschüren und Hefte, betreibt eine Mailingliste für Mitglieder, hat Ethikrichtlinien erarbeitet und bemüht sich um Vernetzung, Fortbildung und Qualitätssicherung der angeschlossenen Ausbildungseinrichtungen. Auch arbeitet der Verband mit nationalen und internationalen Verbänden zusammen. Die DGSF und die Systemische Gesellschaft vergeben jährlich den Systemischen Forschungspreis. Im Unterschied zur Systemischen Gesellschaft (SG), dem anderen großen, deutschen, systemischen Fachverband, gehören der DGSF nicht ausschließlich private, eigenständige Weiterbildungsinstitute an, sondern auch Weiterbildungszentren und -seminare an Universitäten und Fachhochschulen. Die Geschäftsstelle der DGSF befindet sich in Köln, Vorsitzender ist aktuell Matthias Richter. Astrid Beermann und Matthias Ochs waren Vorstandsvorsitzende von 2022 bis 2024. Vorstandsvorsitzende im Zeitraum 2019–2022 waren Anke Lingnau-Carduck, Haan, und Filip Caby, Papenburg/Aschendorf, (zuvor war es 2013-2019 Björn Enno Hermans, Essen, davor Jochen Schweitzer, Heidelberg und Wilhelm Rotthaus, Bergheim).
Ende des Jahres 2008 hat der Wissenschaftliche Beirat Psychotherapie (WBP) auf eine von der DGSF und SG gemeinsam vorgelegten Expertise hin festgestellt, dass die Systemische Therapie sowohl für die Psychotherapie Erwachsener als auch für die Kinder- und Jugendlichenpsychotherapie die Voraussetzungen für die wissenschaftliche Anerkennung erfüllt und daher als „Verfahren für die vertiefte Ausbildung“ zum Psychologischen Psychotherapeuten und Kinder- und Jugendlichenpsychotherapeuten empfohlen werden könne. Im November 2019 wurde die Systemische Therapie (für Erwachsene) durch Beschluss des Gemeinsamen Bundesausschusses (G-BA) als viertes „Richtlinienverfahren“ in die Psychotherapie-Richtlinie aufgenommen. Im Januar 2024 wurde die Systemische Therapie durch den Beschluss des G-BA ebenfalls für den Bereich der Kinder- und Jugendlichenpsychotherapie aufgenommen.

## Jahrestagung
- 2001 Dresden: Systeme setzen sich zusammen
- 2002 Freiburg: Systemische Praxis: Ansprüche, Wirklichkeiten, Visionen
- 2003 Magdeburg: Lösungsräume und Systemkompetenzen
- 2004 Berlin:[6] Creating futures – systemische Dialoge in Europa
- 2005 Oldenburg: Triadisches Verstehen in sozialen Systemen
- 2006 Leipzig: Sieben Tage hat die Woche – alltäglich aufregende Systeme
- 2007 Neu-Ulm: Systemische Wege in einer Welt der Veränderung
- 2008 Essen: Systemische Hirngespinste – Neurobiologische Impulse
- 2009 Potsdam: DGSF am Fluss – die etwas andere Jahrestagung
- 2010 Heidelberg: Vom guten Leben in schwierigen Zeiten
- 2011 Bremen: Unterschiede, die Unterschiede machen! Vielfalt und Diversität
- 2012 Freiburg: Dialog der Kulturen – Kultur des Dialogs
- 2013 Berlin: System & Körper
- 2014 Friedrichshafen: Innovativ die Zukunft gestalten – neue Perspektiven und wertvolle Impulse für systemisches Coaching, Supervision, Führung und Organisationsentwicklung
- 2015 Magdeburg: Gefühlvoll systemisch
- 2016 Frankfurt: Systemisch – wirksam – gut: Bewährte und innovative Methoden systemischer Veränderungsarbeit
- 2017 München: Von der Neutralität zur Parteilichkeit – SystemikerInnen mischen sich ein
- 2018 Oldenburg: Ich, Du und die anderen … Selbstorganisation – Selbststeuerung und die Frage nach dem Sinn
- 2019 Hamburg: Zwischen Vergangenheit und Zukunft – Systemische Dimensionen der Zeit
- 2022 Dresden: Navigieren in Zeiten von Unsicherheit und Wandel
- 2023 Wiesbaden: Karussell der Kulturen – Systemisch-interkulturelle Arbeit in der Einwanderungsgesellschaft